# Dicranodontium tristaniense
Dicranodontium tristaniense là một loài rêu trong họ Dicranaceae. Loài này được Dixon & Thér. mô tả khoa học đầu tiên năm 1960.